# شهرستان رانسوم (داکوتای شمالی)
شهرستان رانسوم، داکوتای شمالی (به انگلیسی: Ransom County, North Dakota) یک سکونتگاه مسکونی در ایالات متحده آمریکا است که در داکوتای شمالی واقع شده‌است.

## خصوصیات
شهرستان رانسوم ۲٬۲۳۷٫۷۶ کیلومترمربع مساحت دارد.